# Alix (gemeente in Frankrijk)
Alix is een gemeente in het Franse departement Rhône (regio Auvergne-Rhône-Alpes) en telt 690 inwoners (1999). De plaats maakt deel uit van het arrondissement Villefranche-sur-Saône.

## Geografie
De oppervlakte van Alix bedraagt 3,6 km², de bevolkingsdichtheid is 191,7 inwoners per km².
De onderstaande kaart toont de ligging van Alix (gemeente in Frankrijk) met de belangrijkste infrastructuur en aangrenzende gemeenten.

## Demografie
Onderstaande figuur toont het verloop van het inwonertal (bron: INSEE-tellingen).

1. ↑  Populations de référence 2022.